# AIAF
AIAF (originalment per les inicials de «Asociación de Intermediarios de Activos Financieros») és un mercat de valors de deute (o renda fixa) espanyol en el qual cotitzen i es negocien els actius que les empreses de tipus industrial, les entitats financeres i les Administracions Públiques Territorials emeten per a captar fons per a finançar la seva activitat.
El 2001, es va integrar al costat de MEFF i SENAF en MEFF AIAF SENAF Holding de Mercados Financieros, S.A. per a beneficiar-se de sinergies entre els diferents mercats i optimitzar mitjans. Aquest grup està al seu torn integrat en el holding Bolsas y Mercados Españoles.